# Вальдлауберсгайм
Вальдлауберсгайм (нім. Waldlaubersheim) — громада в Німеччині, розташована в землі Рейнланд-Пфальц. Входить до складу району Бад-Кройцнах. Складова частина об'єднання громад Штромберг.
Площа — 8,05 км2. Населення становить 801 ос. (станом на 31 грудня 2020).